# Neu Kosenow
Neu Kosenow est une commune allemande, située près d'Anklam, appartenant à l'arrondissement de Poméranie-Occidentale-Greifswald, dans le Land de Mecklembourg-Poméranie-Occidentale.

## Géographie
Neu Kosenow se trouve à huit kilomètres au nord-ouest d'Anklam et à dix-huit kilomètres à l'est d'Ueckermünde. La commune, outre le village de Neu Kosenow, regroupe les villages et localités d'Alt Kosenow (avec son église du XIVe siècle);  Auerose (connu pour son château et son église à colombages du XVIIe siècle); Dargibel (avec son manoir rococo, où demeura le général Otto Martin de Schwerin qui combattit les Saxons et les Autrichiens); et Kagendorf (avec une église du XVIIe siècle).
Le village accueille un hôtel réputé et un musée local.

## Histoire
C'est en 1282 que le village de Kosenow est mentionné pour la première fois par écrit. La toponymie révèle un passage des Wendes (à l'emplacement d'Alt Kosenow). L'église est construite en 1307 et restaurée en 1996-1997. En 1757 la nouvelle colonie de Neu Kosenow est fondée par des paysans venus de l'ouest.

## Quartiers
- Auerose
- Kagendorf
- Dargibell
- Alt Kosenow
- Neu Kosenow

## Personnalités
- Ludwig Manzel, sculpteur, né en 1858 à Kagendorf